# Philosophie de l'environnement
La philosophie de l'environnement, ou philosophie environnementale, est une branche de la philosophie ayant pour objet d'étude l'environnement naturel et la place de l'homme dans celui-ci. La philosophie environnementale inclut notamment l'éthique environnementale, l'esthétique environnementale, l'écoféminisme et l'écothéologie.

## Historique
Dans la Grèce antique, Aristote fut l'initiateur de la philosophie naturelle, une discipline philosophique qui cherchait à expliquer le monde sensible. Au Moyen Âge, Thomas d'Aquin s'est inscrit dans cette perspective en réconciliant la philosophie d'Aristote avec la tradition chrétienne. La vision aristotélicienne est restée prédominante jusqu'au XVIIe siècle, lorsque la théorie géocentrique a commencé d'être remise en cause par les travaux de Galilée. Toutefois, l'organisation des connaissances était jusqu'à cette époque très différente de ce qu'elle est aujourd'hui, puisque la philosophie et les sciences étaient intimement mêlées. Avec Galilée, la science moderne devient autonome, et la philosophie s'est différenciée des sciences de la nature. La philosophie s'est alors bornée à étudier les sciences sous un aspect philosophique, et non plus les sciences de la nature. La conséquence fut une quasi-disparition de la philosophie naturelle, et en même temps de l’étude philosophique des phénomènes naturels.
L'étude philosophique de l'environnement naturel et de la place de l'homme dans celui-ci est réapparue sous une autre forme dans la seconde moitié du XXe siècle, à partir du moment où sont apparus les premiers signes de la crise écologique globale que nous connaissons aujourd'hui.